# Яскилка, Самуэль
Самуэль Яскилка (1919—2012) — американский военный деятель. Генерал корпуса морской пехоты США.

## Биография
Сэмуел Яскилка родился 1919 году в городе Ансония, штат Коннектикут в семье американцев украинского происхождения.
В мае 1942 года окончил университет штата Коннектикут, получив степень бакалавра наук в области управления предпринимательской деятельностью.
26 сентября 1942 году Яскилка направлен в звании второго лейтенанта в Корпус морской пехоты США (запас), и получил назначение на действительную службу. Учился в школе офицеров запаса морской пехоты в Куантико, штат Вирджиния, которую окончил в 1942 году. В 1943 году окончил обучение в морской школе в Портсмуте, штат Вирджиния. Направлен на действительную службу в морской пехоте в марте 1943 года.

### Вторая мировая война
Во время Второй мировой войны, Яскилка служил на борту корабля «Принстон» (CVL-23) и участвовал в битве за Тараву, операциях на островах Гилберта и Маршалловых островах, в рейдах на Палау, Яп, Улити, Волей, в Марианской операции, операции Западных Каролинских островов, и битве за Лейте. Он получил звание первого лейтенанта в июне 1943 года.
После возвращении в США, он был назначен на должность инструктора штабной роты, батальона военных лидеров базы Кэмп-Пендлтон в Калифорнии где служил до августа 1945 года. Он получил звание капитана в январе 1945 года.

### После Второй мировой войны
С сентября 1945 по май 1947 капитан Яскилка проходил службу рекрутирования в Манчестере, штат Нью-Гемпшир и в Филадельфии, штат Пенсильвания. В январе 1948, он завершил школу морского десанта в Куантико и стал командиром отряда морской пехоты в Порт-Лиото (сейчас Кенитра), французское Марокко.

### Корейская война
В сентябре 1949 года Яскилка был назначен в первую дивизию морской пехоты США, где служил, заместителем командира батальона и командиром роты E, 2-го батальона пятого полка морской пехоты. Он вел первую волну десанта морских пехотинцев на «Красный берег» 15 сентября 1950, во время десанта в Инчхон. За героизм в боевых действиях в Корее, он получил две Серебряные Звезды и Бронзовую звезду с «V» за храбрость. Он получил звание майора в январе 1951.

### После Корейской войны
Яскилка вернулся в США в феврале 1952 году и служил в штабе морской пехоты. В июле 1954 года он был переведен в базу Кэмп-Пендлтон, для службы как оперативный офицер. Он получил звание подполковника в декабре 1955 года.
После завершения старшего курса школы морского десантную в июне 1957 года, Яскилка прослужил три года помощником офицера операций и планирования (G-3) флотский сил морской пехоты Тихого океана. Он вернулся в Куантико в июле 1960 года и служил инструктором старшего курса.
В июле 1963 года Яскилка прибыл в 3-ю дивизию морской пехоты, и стал заместителем командира 3-го полка, а позже, помощником начальника штаба экспедиционной бригады СЕАТО. После своего возвращения в Соединенные Штаты, он работал в Объединенном комитете начальников штабов. Он был повышен до полковника в июле 1964 года.
В августе В 1966 году он был переведен в штаб морской пехоты. Он был повышен до бригадного генерала, 18 октября 1968.

### Война во Вьетнаме
Прибыл в Южный Вьетнам в феврале 1969 года, Яскилка служил помощником командира первой дивизии морской пехоты, а также командовал оперативной группой «Янки». В августе 1969 года он служил в качестве офицера операций (J-3) в командовании военной поддержки, Вьетнам (MACV). Он был награжден медалью «За выдающуюся службу ВМФ» за службу во Вьетнаме.

### После войны во Вьетнаме
Генерал Яскилка вернулся в США в августе 1970 года, и стал директором колледжа командования и штаба в Куантико, а затем заместителем директора по развитию Центра развития.
После повышения до звания генерал-майора в августе 1972 он стал помощником начальника штаба (G-1) морской пехоты. Служил на этой должности до перевода в июле 1973 года в Кэмп-Лежун, где он служил командиром Второй дивизии морской пехоты.
Был повышен до чина генерал-лейтенанта 2 января 1974 и был назначен на должность заместителя начальника штаба по трудовым ресурсам в штаб-квартире морской пехоты. Оставался на этом посту до 1 июля 1975 года, когда был назначен помощником командующего морского корпуса. Работая в этой должности, получил звание генерала (4 марта 1976). Ушел в отставку 30 июня 1978 после тридцати шести лет службы.
Скончался 15 января 2012 года на 93 году жизни от пневмонии. Похоронен на Арлингтонском национальном кладбище.